# 第200回国会
第200回国会（だい200かいこっかい）とは、2019年（令和元年）10月4日に召集された臨時国会。会期は同年12月9日までの67日間。

## 各党・会派の議席数
| 計465、2019年（令和元年）10月1日時点 - 自由民主党・無所属の会 - 285 - 立憲民主・国民・社保・無所属フォーラム - 120 - 公明党 - 29 - 日本共産党 - 12 - 日本維新の会 - 11 - 希望の党 - 2 - 無所属 - 6 - 欠員 - 0 | 計245、2019年（令和元年）10月29日時点 - 自由民主党・国民の声 - 113 - 立憲・国民．新緑風会・社民 - 61 - 公明党 - 28 - 日本維新の会- 16 - 日本共産党 - 13 - 沖縄の風 - 2 - れいわ新選組 - 2 - 碧水会 - 2 - みんなの党 - 2 - 各派に属しない議員 - 6 - 欠員 - 0 |

## 今国会の動き

### 召集前
- 8月5日 - 第199回国会が閉会。この時点で第24回参議院埼玉県選挙区の議員が欠員。
- 9月12日 - 衆議院比例南関東ブロック選出の宮川典子が在職中死去。
- 9月19日 - 安住淳元財務相ら衆院議員3人が立憲民主党に入党し、打越さく良参院議員も立憲会派に入会[3]。
- 9月30日
  - 立憲民主党、国民民主党、社会民主党と衆院会派「社会保障を立て直す国民会議」が衆参両院で統一会派を結成[4]。
  - 桜井充参院議員が国民民主党に離党届を提出[5]。
  - 衆議院比例南関東ブロックから出畑実が繰り上げ当選。

### 会期中
- 10月4日 - 召集。
  - 開会式[6][7][8]。今上天皇が「天皇陛下のおことば」を述べた[注釈 1]。
  - 衆議院と参議院の本会議で、安倍晋三内閣総理大臣の所信表明演説[注釈 2]が行われた[9]。
- 10月7日 - 代表質問1日目。衆議院本会議で、立憲民主党の枝野幸男代表と自由民主党の林幹雄幹事長代理が質疑を行った[10] [11]。
- 10月8日
  - 代表質問2日目。衆議院本会議で、国民民主党の泉健太政務調査会長と公明党の斉藤鉄夫幹事長、日本共産党の志位和夫委員長及び日本維新の会の馬場伸幸幹事長が質疑を行った[12]。
  - 参議院本会議で、立憲民主党の長浜博行参議院議員会長、自由民主党の世耕弘成参議院幹事長が質疑を行った[12]。
- 10月9日 - 代表質問3日目。公明党の山口那津男代表、日本維新の会の片山虎之助共同代表、日本共産党の小池晃書記局長、国民民主党の大塚耕平代表代行及び自由民主党の石井準一参議院幹事長代理が質疑を行った[13]。
- 10月10日 - 参議院埼玉県選挙区補欠選挙への立候補に伴いNHKから国民を守る党所属の立花孝志参院議員が自動失職[14]。
- 10月27日 - 第24回選出の大野元裕（国民民主党）の辞職に伴う参議院埼玉県選挙区補欠選挙投開票。上田清司前埼玉県知事が、NHKから国民を守る党の立花孝志党首を大差で破り、初当選[15]。
- 12月9日 - 会期末。
  - それ以後第201回国会参照。

## 主な審議議案
- 日米貿易協定
- 日米デジタル貿易協定

## 委員会・審査会・調査会
| 委員会・審査会                                     | 委員長・会長 | 所属会派                               |
| -------------------------------------------------- | ------------ | -------------------------------------- |
| 内閣委員会                                         | 松本文明     | 自由民主党・無所属の会                 |
| 総務委員会                                         | 大口善徳     | 公明党                                 |
| 法務委員会                                         | 松島みどり   | 自由民主党・無所属の会                 |
| 外務委員会                                         | 松本剛明     | 自由民主党・無所属の会                 |
| 財務金融委員会                                     | 田中良生     | 自由民主党・無所属の会                 |
| 文部科学委員会                                     | 橘慶一郎     | 自由民主党・無所属の会                 |
| 厚生労働委員会                                     | 盛山正仁     | 自由民主党・無所属の会                 |
| 農林水産委員会                                     | 吉野正芳     | 自由民主党・無所属の会                 |
| 経済産業委員会                                     | 富田茂之     | 公明党                                 |
| 国土交通委員会                                     | 土井亨       | 自由民主党・無所属の会                 |
| 環境委員会                                         | 鷲尾英一郎   | 自由民主党・無所属の会                 |
| 安全保障委員会                                     | 西銘恒三郎   | 自由民主党・無所属の会                 |
| 国家基本政策委員会                                 | 森英介       | 自由民主党・無所属の会                 |
| 予算委員会                                         | 棚橋泰文     | 自由民主党・無所属の会                 |
| 決算行政監視委員会                                 | 生方幸夫     | 立憲民主・国民・社保・無所属フォーラム |
| 議院運営委員会                                     | 高木毅       | 自由民主党・無所属の会                 |
| 懲罰委員会                                         | 平野博文     | 立憲民主・国民・社保・無所属フォーラム |
| 災害対策特別委員会                                 | 望月義夫     | 自由民主党・無所属の会                 |
| 政治倫理の確立及び公職選挙法改正に関する特別委員会 | 山本拓       | 自由民主党・無所属の会                 |
| 沖縄及び北方問題に関する特別委員会                 | 菊田真紀子   | 立憲民主・国民・社保・無所属フォーラム |
| 北朝鮮による拉致問題等に関する特別委員会           | 渡辺博道     | 自由民主党・無所属の会                 |
| 消費者問題に関する特別委員会                       | 土屋品子     | 自由民主党・無所属の会                 |
| 科学技術・イノベーション推進特別委員会             | 津村啓介     | 立憲民主・国民・社保・無所属フォーラム |
| 東日本大震災復興特別委員会                         | 伊藤達也     | 自由民主党・無所属の会                 |
| 原子力問題調査特別委員会                           | 江渡聡徳     | 自由民主党・無所属の会                 |
| 地方創生に関する特別委員会                         | 山口俊一     | 自由民主党・無所属の会                 |
| 憲法審査会                                         | 佐藤勉       | 自由民主党・無所属の会                 |
| 情報監視審査会                                     | 浜田靖一     | 自由民主党・無所属の会                 |
| 政治倫理審査会                                     | 細田博之     | 自由民主党・無所属の会                 |

| 委員会・審査会・調査会                       | 委員長・会長 | 所属会派                   |
| -------------------------------------------- | ------------ | -------------------------- |
| 内閣委員会                                   | 水落敏栄     | 自由民主党・国民の声       |
| 総務委員会                                   | 若松謙維     | 公明党                     |
| 法務委員会                                   | 竹谷とし子   | 公明党                     |
| 外交防衛委員会                               | 北村経夫     | 自由民主党・国民の声       |
| 財政金融委員会                               | 中西祐介     | 自由民主党・国民の声       |
| 文教科学委員会                               | 吉川有美     | 自由民主党・国民の声       |
| 厚生労働委員会                               | 園田修光     | 自由民主党・国民の声       |
| 農林水産委員会                               | 江島潔       | 自由民主党・国民の声       |
| 経済産業委員会                               | 礒崎哲史     | 立憲・国民．新緑風会・社民 |
| 国土交通委員会                               | 田名部匡代]  | 立憲・国民．新緑風会・社民 |
| 環境委員会                                   | 牧山弘恵     | 立憲・国民．新緑風会・社民 |
| 国家基本政策委員会                           | 真山勇一     | 立憲・国民．新緑風会・社民 |
| 予算委員会                                   | 金子原二郎   | 自由民主党・国民の声       |
| 決算委員会                                   | 中川雅治     | 自由民主党・国民の声       |
| 行政監視委員会                               | 川田龍平     | 立憲・国民．新緑風会・社民 |
| 議院運営委員会                               | 松村祥史     | 自由民主党・国民の声       |
| 懲罰委員会                                   | 室井邦彦     | 日本維新の会               |
| 災害対策特別委員会                           | 杉久武       | 公明党                     |
| 沖縄及び北方問題に関する特別委員会           | 小西洋之     | 立憲・国民．新緑風会・社民 |
| 政治倫理の確立及び選挙制度に関する特別委員会 | 山谷えり子   | 自由民主党・国民の声       |
| 北朝鮮による拉致問題等に関する特別委員会     | 丸川珠代     | 自由民主党・国民の声       |
| 政府開発援助等に関する特別委員会             | 山本順三     | 自由民主党・国民の声       |
| 地方創生及び消費者問題に関する特別委員会     | 佐藤信秋     | 自由民主党・国民の声       |
| 東日本大震災復興特別委員会                   | 青木愛       | 立憲・国民．新緑風会・社民 |
| 国際経済・外交に関する調査会                 | 鶴保庸介     | 自由民主党・国民の声       |
| 国民生活・経済に関する調査会                 | 白眞勲       | 立憲・国民．新緑風会・社民 |
| 資源エネルギーに関する調査会                 | 宮澤洋一     | 自由民主党・国民の声       |
| 憲法審査会                                   | 林芳正       | 自由民主党・国民の声       |
| 情報監視審査会                               | 中曽根弘文   | 自由民主党・国民の声       |
| 政治倫理審査会                               | 有村治子     | 自由民主党・国民の声       |